# رزان نعيم المغربي
رزان نعيم المغربي (1961 -) هي أديبة ليبية بدأ نشر نتاجها الأدبي سنة 1991 في الصحف وحاليا تعمل لصالح صحيفة ثقافية تحمل اسم آفاق، مؤلفاتها تتنوع بين القصص القصيرة والروايات و الشعر، تم ترشيح روايتها نساء الريح لنيل الجائزة العالمية للرواية العربية سنة 2011 .

## مؤلفاتها
1. نساء الريح - 2010 - الدار العربية للعلوم ناشرون .
2. نصوص ضائعة التوقيع - 2009 - مجلس الثقافة العام .
3. رجل بين بين - 2009 - مجلس الثقافة العام .
4. الجياد تلتهم البحر - 2002 - الأوائل للنشر والتوزيع والخدمات الطباعية .
5. الهجرة على مدار الحمل - 2004 - الأوائل للنشر والتوزيع والخدمات الطباعية .
6. في عراء المنفى - 2001 - دار الآفاق الجديدة .
7. إشارات حمراء - 2002 - الأوائل للنشر والتوزيع .

## وصلات خارجية
- ملف الرزان نعيم المغربي - موقع الجائزة العالمية للرواية العربية
- رزان نعيم المغربي - قوود ريدز